# Crusaders Rugby League
Pour les articles homonymes, voir Crusader et Crusaders (homonymie).
Maillots
Les Crusaders Rugby League (surnommés tout simplement les Crusaders) sont un club professionnel gallois de rugby à XIII basé à Wrexham. Ils évoluaient de 2009 à 2011 dans la Super League devenant l’unique représentant gallois dans cette compétition créée en 1996. À la fin de la saison 2011, en raison de difficultés financières et de faibles affluences, ils abandonnent leur licence Super League et une nouvelle organisation, les North Wales Crusaders, prend la relève et intègre le League 1 où elle rejoint notamment l'autre club professionnel gallois, les South Wales Scorpions.
Créé en 2005, le club a pour ambition de rejoindre la Super League. Vainqueur du troisième échelon de rugby à XIII anglais en 2007, second du deuxième échelon en 2008, le club obtient de la part de la Rugby Football League une licence de trois ans pour disputer la Super League à partir de 2009 et devenir ainsi les porte-drapeaux du rugby à XIII au pays de Galles, à l'instar des Dragons Catalans pour la France. Les Crusaders disputent désormais tous leurs matchs au Racecourse Ground doté de 15 500 places, avec un record d'affluence de 10 334 spectateurs pour un match contre Leeds en 2010.

## Histoire

### Celtic Warriors
Durant l'été 2003, les instances dirigeantes du rugby à 15 gallois votent une restructuration du championnat professionnel gallois en 9 clubs et cinq régions. Les Celtic Warriors représentent alors la région du Mid-Glamorgan, club issu de la fusion des clubs de Pontypridd RFC et Bridgend RFC.
Des problèmes financiers surviennent alors au club de Pontypridd RFC. Cet incident conduit ainsi ce dernier club à vendre ses parts dans le club des Celtics Wariors à Samuel Leighton propriétaire de Pontypridd RFC.
Cet homme vendait ensuite ses parts à la WRU qui à l'été 2004 liquida le club des Celtic Warriors.
Leighton Samuel voulut par la suite une équipe qui selon lui, serait la résurrection de la franchise des Celtic Warriors. Cependant au lieu  d'être un club de rugby à XV il s'agissait d'un club de rugby à XIII.
La RFL qui depuis longtemps souhaitait une équipe basée dans le sud du Pays de Galles accepta alors les propositions de Samuel Leighton et de créer un grand club de rugby à XIII. Les Celtic Warriors renaissaient...

### Celtic Crusaders
Le projet initial de réutiliser le nom « Celtic Warriors » fut finalement abandonné au profit de « Celtic Crusaders ».
L'objectif des Crusaders était d'accéder à la Super League et de représenter la Galles du Sud. Les précédentes tentatives pour créer des franchises de rugby à XIII dans des zones non traditionnelles avaient connu un succès mitigé.
Gateshead Thunder et le  Paris Saint-Germain avaient eu un accès automatique à la Super League, Paris n'avait survécu que deux saisons et Gateshead avait dû fusionner avec un autre club et repartir en division inférieure en dépit d'une première année couronnée de succès.
La philosophie lors de la création des Crusaders était d'avoir une croissance globale du club. L'influence du rugby à XIII dans la région ainsi que la popularité du club devaient évoluer afin que les Crusaders soit reconnu tant au niveau régional que national.
Le premier match des Crusaders, amical, fut joué contre la réserve des  Harlequins à Brewery Field. Les Crusaders rentrèrent de plain-pied dans une bonne dynamique, au grand plaisir des partenaires, avec un match nul : 22-22. Le premier match officiel en compétition fut un match de National League Cup; les Crusaders étaient dans le groupe des London Skolars, Hemel Stags et Saint Albans Centurions.
Les Crusaders gagnèrent chacun de leurs matchs de façon convaincante et furent dès leur première année de compétition placés en position de favoris pour le titre. Toutefois ils finirent troisième en perdant 26-27 contre les Lions Swinton.
Le 15 février 2007, les Crusaders affrontent le club des Brisbane Broncos pour le trophée Bulmers Original Cider Challenge et s'inclinent sur un score respectable de 6 à 32.

### Entrée en Super League
Les Celtic Crusaders ont obtenu une licence pour jouer en  Super League pour une durée de trois ans en juin 2008 en même temps que le système de relégation et promotion fut abandonné en Super League.
Le premier match de Celtic Crusaders en  Super League fut joué contre l'équipe de Leeds Rhinos au stade  Headingley. Les Gallois s'inclinèrent sur le score de 28 à 6 contre cette équipe de  Leeds  vainqueur quelques mois plus tôt du World Club Challenge. Le premier essai des Celtic Crusaders fut marqué par Luke Dyer et transformé par Josh Hannay. Les Crusaders enregistrèrent leur premier succès le 17 mai 2009 lors de la douzième journée de championnat contre l'équipe de Bradford sur le score de 30 à 24 au Grattan Stadium. Le second succès de la saison vint lors de la réception de Wigan le 13 juin.
Le 26 mai 2009 les Crusaders annoncent qu'ils joueront la réception contre Leeds à Newport afin de promouvoir le rugby à XIII au Pays de Galles. Au mois d'août 2009, le service des douanes s'aperçoit que six joueurs du club présentent des visas frauduleux, de lourdes amendes sanctionneront le club. Incluant le capitaine Jace van Dijk et les Australiens Tony Duggan, Damien Quinn, Darren Mapp, Mark Dalle Cort ainsi que Josh Hannay.

### Crusaders Rugby League
Pour la saison 2010, le club a fait un certain nombre de changements. Tout d'abord, le club a abandonné le nom Celtic pour devenir simplement Crusaders et a également changé le logo officiel du club.
Ensuite, le 14 octobre 2009 il a été annoncé que l'ancien joueur de Wigan Warriors et entraîneur de la Grande-Bretagne  Brian Noble avait été nommé comme entraîneur principal pour la saison 2010. Jon Sharp sera le premier entraîneur de l'équipe et Iestyn Harris, qui est gallois, sera son adjoint.
Wrexham Village, la société qui possède le club de football de la ville de Wrexham, a fait une offre de reprise de la franchise des Crusaders.
Cette offre a été acceptée par Leighton Samuel, le propriétaire du club. 
Les Crusaders joueront donc, pour la saison 2010, 11 matchs à domicile et deux autres matchs au stade The Gnoll à Neath.
Début 2011, la ligue leur retire 6 points pour raisons administratives. Malgré la volonté de renouveler leur licence Super League jusqu'en 2015, les propriétaires du club annoncent en juillet 2011 qu'ils ne peuvent plus financer l'organisation, notamment en raison des mauvaises affluences de la saison précédente. Le club cesse d'exister en septembre 2011.

### North Wales Crusaders
Dès octobre 2011, une nouvelle organisation est mise en place et fait son entrée en League 1. Elle garde quasiment le même nom à la suite d'un concours organisé entre ses fans. Le rugby à XIII gallois peut désormais bâtir sur une nouvelle rivalité entre ses clubs du Nord et du Sud.

## Stade

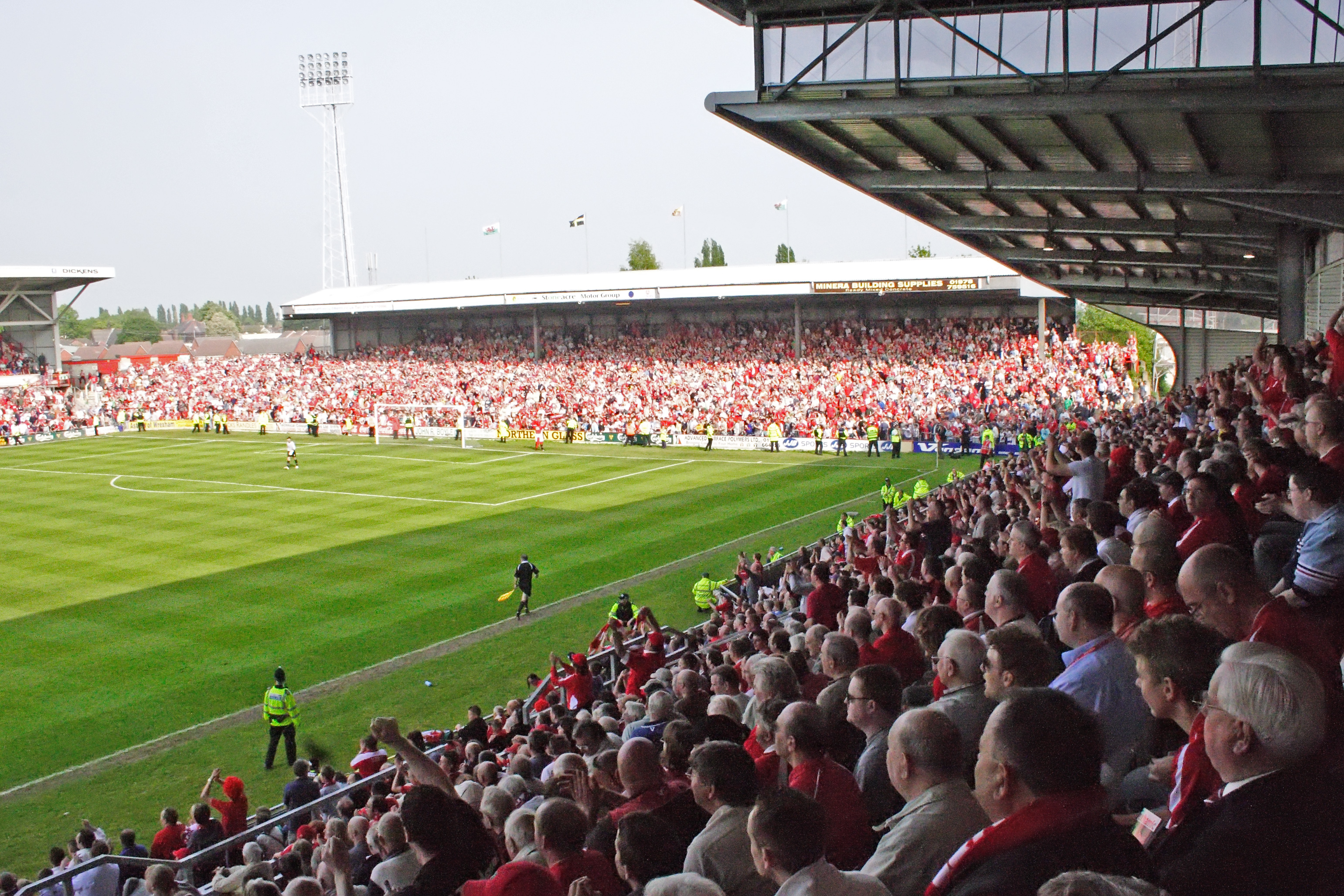
Le Racecourse Ground

À la création du club en 2005, les  Crusaders jouaient leurs matches à domicile à Brewery Field, le stade traditionnel de rugby de la ville de Bridgend. Les Crusaders ont soumis en 2008 un plan de développement du club à la ville de  Bridgend. Ce projet consistait à la construction d'une nouvelle enceinte d'une capacité de  15000 places. Ce projet n'a jamais vu le jour.
En août 2009, les Crusaders annoncent qu'ils joueront pour deux années leurs matches à domicile à Rodney Parade, à Newport.
Cette annonce a été faite après que plusieurs clubs de  Super League, dont celui de Crusaders, aient été avertis par la Rugby Football League en juillet 2009.
Le renouvellement de la licence, afin de pouvoir continuer à jouer en Super League, ayant pour un des critères celui des stades.
La RFL a sommé les Crusaders de rénover leur stade ou d'en construire un nouveau.
Le club a pris la décision en fin d'année 2009 que les Crusaders évolueraient désormais au Racecourse Ground à partir de la saison 2010.

## Équipe 2010
Entraîneurs : 
- Brian Noble
- Iestyn Harris
- Jon Sharp
- Gareth Thomas
- Nick Youngquest
- Tony Martin
- Vince Mellars
- Gareth Raynor
- Michael Witt
- Ryan O'Hara
- Lincoln Withers
- Mark Bryant
- Weller Hauraki
- Jason Chan
- Rocky Trimarchi
- Luke Dyer
- Tommy Lee
- Frank Winterstein
- Adam Peek
- Jamie Thackray
- Jordan James
- Ben Flower
- Lloyd White
- Elliot Kear
- Peter Lupton
- Anthony Blackwood
- Lewis Mills
- Gil Dudson
- Clinton Schifcofske
- Jarrod Sammut
- Andy Powell
- Rhys Hanbury

## Crusaders Colts
En 2007 le club a mis en place un centre de formation, les joueurs sont surnommés les Crusaders Colts.
L'objectif premier est de former de jeunes joueurs Gallois capables de prétendre à jouer tant pour l'équipe première qu'en équipe nationale galloise. 
L'équipe est composée des meilleurs jeunes joueurs Gallois ayant évolué en haut niveau. 
Les Colts ont gagné le premier match de leur histoire contre Dewsbury.

## Statistiques

### Super League XIV
| Saison | Clas | Joué | Gagné | Nuls | Perdus | Points |
| ------ | ---- | ---- | ----- | ---- | ------ | ------ |
| 2009   | 14   | 20   | 3     | 0    | 17     | 6      |

### National League One
| Saison | Clas | Joué | Vict | Nuls | Perdus | Points |
| ------ | ---- | ---- | ---- | ---- | ------ | ------ |
| 2008   | 2    | 22   | 12   | 0    | 6      | 40     |

#### Play-Offs
Demi-finale : Salford City Reds 18-44 Celtic Crusaders
Finale : Celtic Crusaders 18-36 Salford City Reds (à Warrington, après prolongations)

### National League Two
| Saison | Class | Joué | Gagné | Nuls | Perdus | Points |
| ------ | ----- | ---- | ----- | ---- | ------ | ------ |
| 2006   | 3     | 22   | 14    | 1    | 7      | 29     |
| 2007   | 1     | 22   | 19    | 0    | 3      | 60     |

#### Play-Offs
Demi-finale : Sheffield Eagles 26-16 Celtic Crusaders
Élimination en demi-finale : Celtic Crusaders 26-27 Swinton Lions

## Personnalités et joueurs emblématiques
Incontestablement, un joueur a beaucoup marqué l'histoire du club; Gareth Thomas. Après avoir porté plus de cent fois les couleurs de l'équipe galloise de rugby à XV, Thomas est passé à XIII pour jouer pour les Crusaders et pour l'équipe du pays de Galles.

## Palmarès
- Victoire par le plus gros score : 82– 4 contre Swinton Lions (Brewery Field, 28 avril 2007)
- Record de points marqués : 84–10 contre Hunslet Hawks (Brewery Field, 11 août 2007)
- Plus grosse défaite : 68–0 contre Leeds Rhinos (Brewery Field, 22 août 2009)
- Plus grosse fréquentation : 6,351 contre St Helens RLFC (Brewery Field 7 mai 2009)

## Titres
- National League Two Champions 2007.